# Kostníky
Kostníky är en ort i Tjeckien.   Den ligger i regionen Vysočina, i den sydöstra delen av landet, 150 km sydost om huvudstaden Prag. Kostníky ligger 455 meter över havet och antalet invånare är 224.
Terrängen runt Kostníky är platt. Runt Kostníky är det glesbefolkat, med 16 invånare per kvadratkilometer. Närmaste större samhälle är Jemnice, 7,1 km nordväst om Kostníky. Trakten runt Kostníky består till största delen av jordbruksmark.